# Onthophagus scapularis
Onthophagus scapularis là một loài bọ cánh cứng trong họ Bọ hung (Scarabaeidae).